# Родина-мать зовёт!
«Родина-мать зовёт!» — плакат времён Великой Отечественной войны, созданный художником Ираклием Тоидзе 22-23 июня 1941 года.

## История образа
По собственному признанию художника, идея создания собирательного образа матери, призывающей на помощь своих сыновей, пришла ему в голову внезапно. Утром 22 июня 1941 года он работал над иллюстрацией к поэме «Витязь в тигровой шкуре». Услышав первое сообщение Совинформбюро о нападении нацистской Германии на СССР, его жена Тамара Теодоровна Тоидзе вбежала к нему в мастерскую с криком «Война!». Поражённый выражением её лица, художник приказал жене замереть и тут же принялся делать наброски будущего шедевра.
Художник работал всю ночь, но к утру 23 июня 1941 года плакат был закончен.
Образ Родины-матери очевидным образом связан с образом России-Матушки, широко использовавшимся во время Первой мировой и Гражданской войн для пропаганды.
По воспоминаниям сына Тоидзе, художник любил творчество Андрея Белого, у которого есть строки: «Позволь же, о родина-мать, в сырое, пустое раздолье, в раздолье твоё прорыдать…» Возможно, именно они послужили основой содержания плаката.

## Параллели с другими работами
Образ «Родины-матери» в дальнейшем стал одним из самых распространённых образов советской пропаганды. Известны многочисленные интерпретации образа и пародии на этот плакат в изобразительном искусстве, скульптуре, народном творчестве, рекламе.
Художественная композиция плаката сродни таким произведениям, как советский плакат «Ты записался добровольцем?» (Дмитрий Моор, 1920), американский плакат «I want you for U.S. Army» (Джеймс Флагг, 1917), а также французская картина «Свобода, ведущая народ» (Эжен Делакруа, 1830), где автор изобразил национальный символ Франции — Марианну.

Французская картина «Свобода, ведущая народ» (1830 год)
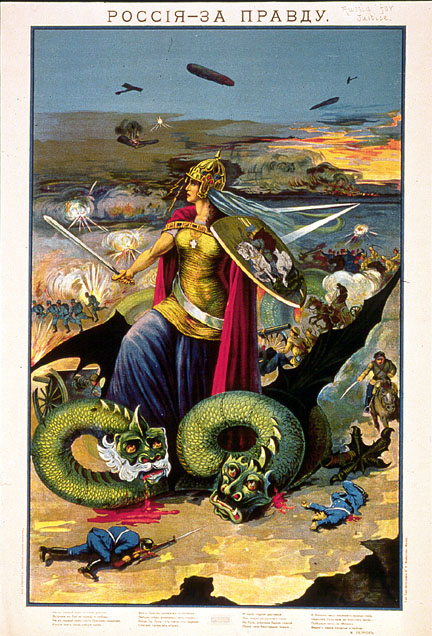
Российский плакат времён Первой мировой войны: «Россия — за правду» (1914 год)
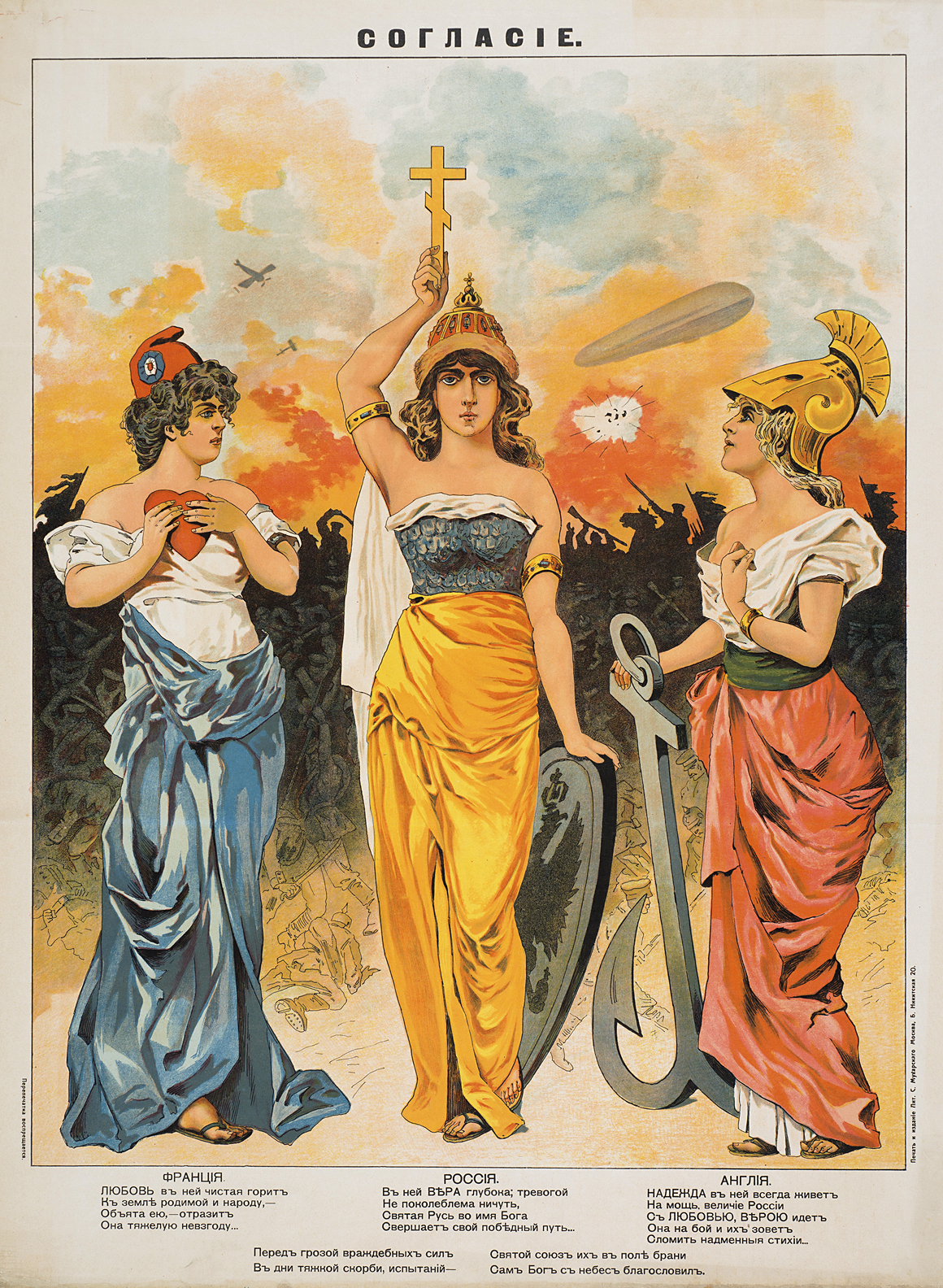
«Согласие». Российский лубок времён Первой мировой войны (1914 год)
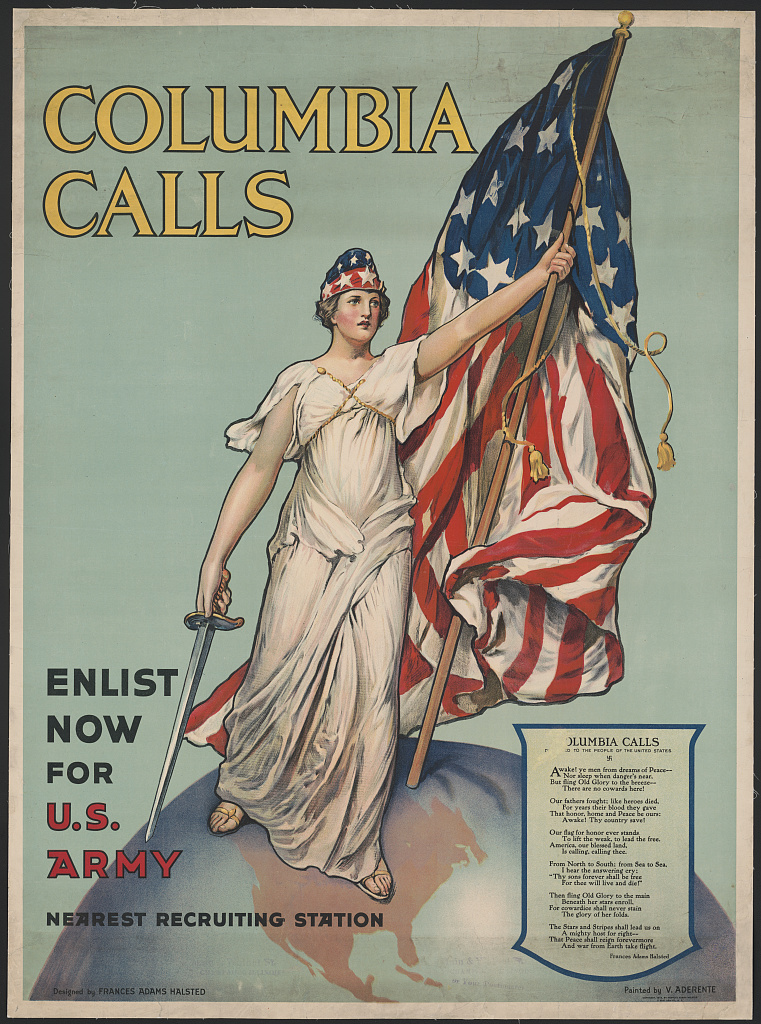
Американский плакат времён Первой мировой войны: «Колумбия зовёт!» (1916 год)
Американский плакат времён Первой мировой войны: Дядя Сэм, вербующий солдат в армию (1917 год)
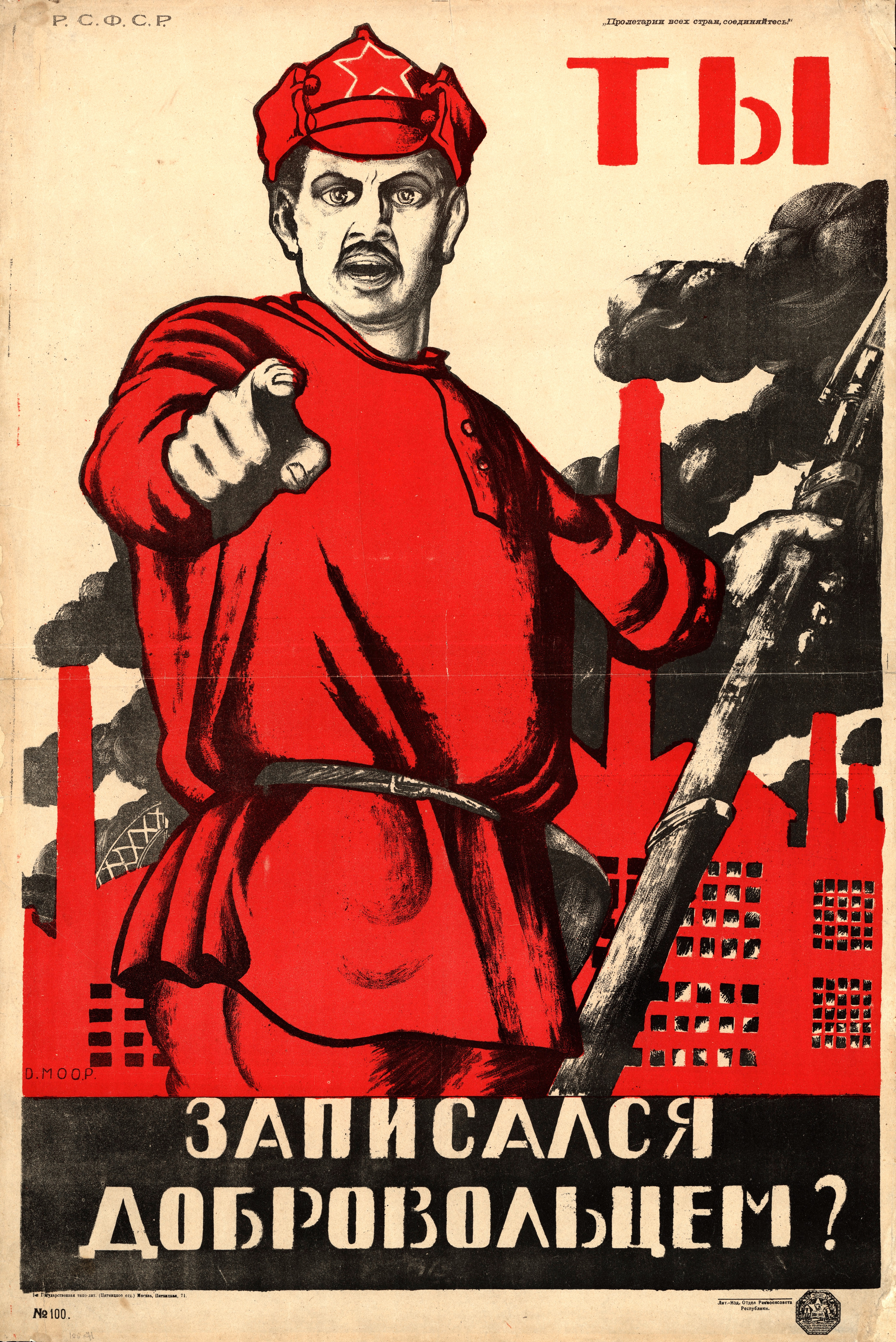
Советский плакат времён гражданской войны: «Ты записался добровольцем?» (1920 год)

## В художественных произведениях
На перекрёстках, в ожидании зелёного сигнала, мы с любопытством разглядывали плакаты. /…/
— А-а! вот это хорошо! — показал Юхнов на большой и острый, выразительный плакат, на котором стояла, вскинув руку, простоволосая седая женщина; надпись: «Родина-мать зовёт!». Не глядя на подпись, узнаю: Ираклий Тоидзе, его работа. Помнишь, какие он дал иллюстрации к «Витязю в тигровой шкуре».
По тротуару, близ нашей машины, прошли двое молодых военных. На ходу они тоже разглядывали плакаты. Послышалось, как один усмехнулся:
— Не знаешь, не то она тебе мать, не то — мачеха!

И пошли дальше, смеясь…— М. Коряков — «Освобождение души»
Плакат можно увидеть во многих советских художественных фильмах, в частности, в фильме «Дом, в котором я живу».

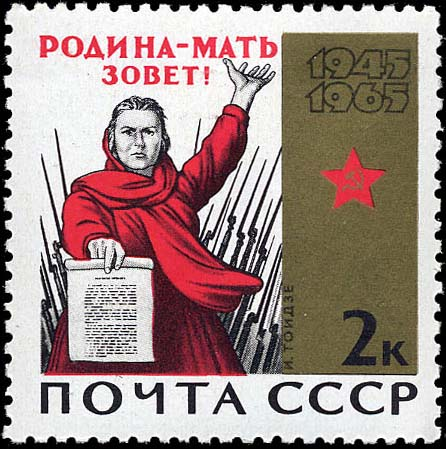
Почтовая марка СССР (1965 год)
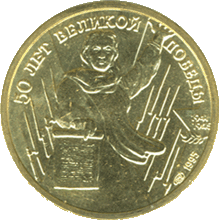
Монета Банка России — серия «Великая Отечественная война», 50 лет Великой Победы (1995 год)
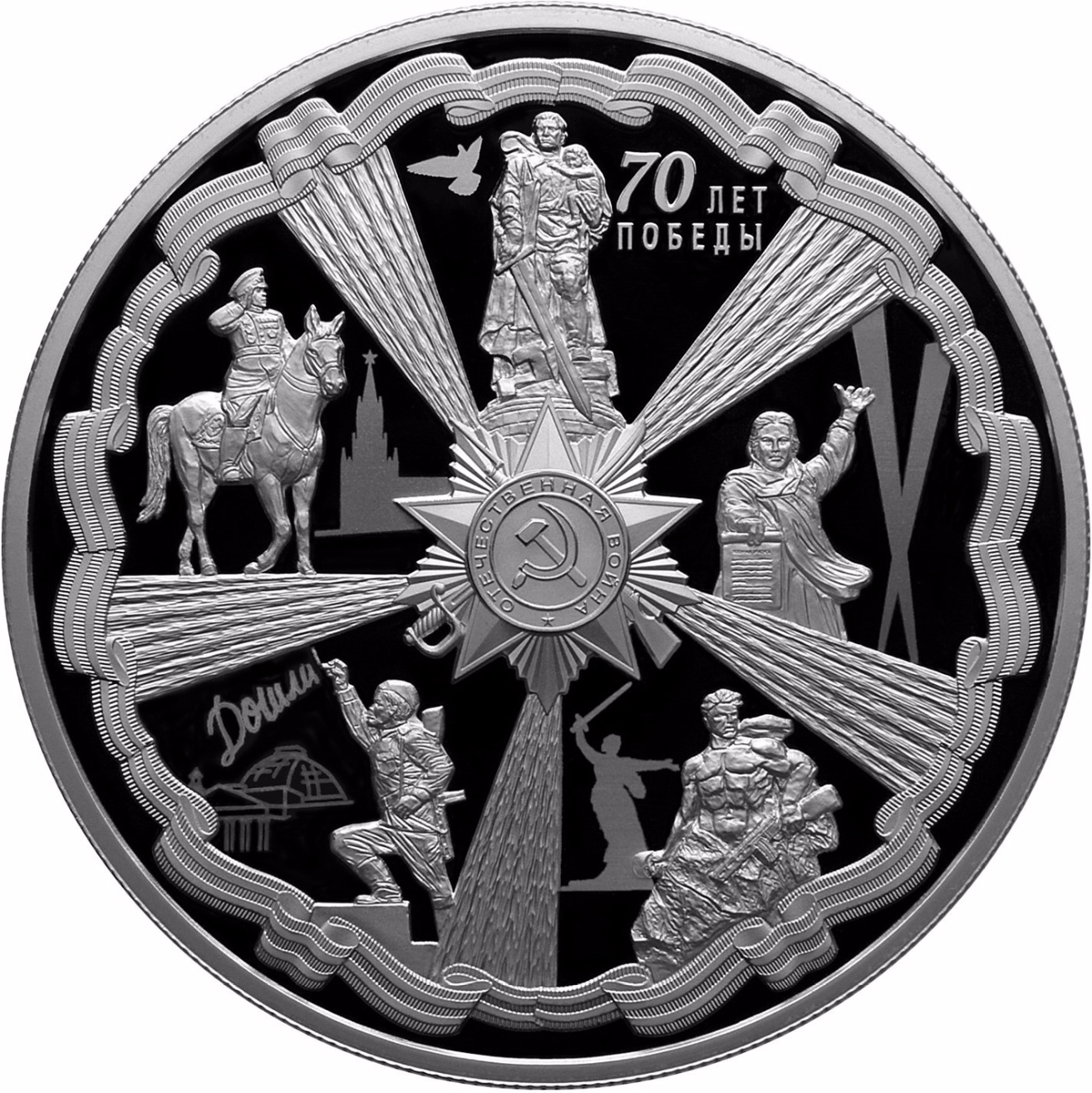
Памятная монета Банка России (2015 год)